# Moritz Balthasar Borkhausen
Moritz Balthasar Borkhausen, auch Moriz (* 3. Dezember 1760 in Gießen; † 30. November 1806 in Darmstadt), war ein deutscher Naturwissenschaftler. Sein offizielles botanisches Autorenkürzel lautet „Borkh.“

## Leben
Moritz Balthasar Borkhausen war der Sohn des französischen Hauptmanns Hermann Johann von Borkhausen. Dieser stammte aus dem Elsass und diente im Königlich Französischen Regiment Nassau-Saarbrücken. Bei einer Schlacht in der Nähe von Gießen wurde er verwundet, so dass er dort zurückblieb. Da der Vater einige Monate vor der Geburt des Kindes starb, musste Borkhausens Mutter Justine Eleonora, die Tochter des Gießener Steindeckers Balthasar Schiefer, sich und das Kind alleine ernähren.
Borkhausen erhielt Privatstunden in Latein. Er besuchte das Gießener Pädagogium und begann im Alter von 17 Jahren ein Studium der Jurisprudenz und Cameralia an der Universität Gießen, interessierte sich aber auch für Geschichte und vor allem für die Naturwissenschaften. Er begann, botanische Werke zu lesen und eine eigene botanische Pflanzensammlung sowie eine entomologische Sammlung anzulegen. Als Vorbilder dienten ihm vor allem Carl von Linné und Johann Jacob Dillenius.
Nach dem Abschluss des Studiums nahm er 1781 eine Stellung als Hauslehrer im Haus des Amtmanns Krebs in Gladenbach an. In den vier Jahren, die er in Gladenbach verbrachte, verband ihn eine Freundschaft mit dem dort geborenen Arzt August Friedrich Adrian Diel, der sich intensiv mit pomologischen Studien befasste. Auch zu dem Forstmeister Ernst Friedrich Hartig, dem Vater des Forstwissenschaftlers Georg Ludwig Hartig, pflegte er einen engen Kontakt, der ihn zu einer forstwissenschaftlichen Ausbildung inspirierte.
Als 1785 die Söhne des Amtmanns Krebs zum Studium fortgingen, nahm Borkhausen eine Stelle als Hauslehrer bei seinem früheren Professor Ludwig Höpfner an, der 1781 als Oberappellationsgerichtsrat nach Darmstadt versetzt worden war, wo er später geheimer Tribunalrat wurde. Gleichzeitig übernahm Borkhausen auch juristische Arbeiten. In seiner freien Zeit widmete er sich naturwissenschaftlichen Studien und der Erweiterung seiner Sammlungen.
Borkhausen entschied sich schließlich, sich ausschließlich den Naturwissenschaften zu widmen. Er zog, begleitet von seiner Mutter, nach Arheiligen bei Darmstadt. Hier wurde der evangelische Pfarrer Karl Ludwig Gottlieb Scriba sein Lehrer, der als Naturforscher und vor allem als Entomologe große Bekanntheit erlangt hatte. Scriba besaß eine große entomologische Sammlung und eine umfangreiche Bibliothek, die er Borkhausen für seine Studien zur Verfügung stellte.
Aufgrund seiner Leistungen im naturwissenschaftlichen Bereich verlieh ihm die philosophische Fakultät der Universität Erlangen am 20. Februar 1793 einen Doktortitel, obwohl Borkhausen um diesen nicht ersucht hatte. Der Landesfürst bestellte ihn per Decret von 20. April 1793 zum Assessor bei der Landesökonomie-Deputation Darmstadt. Seine Hauptaufgabe lag darin, eine Naturgeschichte Hessens zu verfassen.
Zum 20. Mai 1796 erhielt Borkhausen eine Anstellung als Assessor beim Oberforstamt Darmstadt. Am 2. Februar 1800 wurde ihm der Titel eines Kammerraths und im Jahr 1804 der eines Raths beim Oberforstkollegium verliehen.
Moritz Balthasar Borkhausen war seit dem 20. Oktober 1798 mit Amalie Philippine Andreatta Fabricius (* 15. Juli 1778 in Ulfa, † 14. November 1866 Darmstadt) verheiratet, der ältesten Tochter des Gießener Forstverwalters und Oberförsters Georg Alexander Fabricius (* 1750; † 1813). Aus der Ehe gingen vier Kinder hervor, von denen aber eine Tochter noch im Jahr ihrer Geburt und ein Sohn im Alter von elf Jahren starben.
Moritz Balthasar Borkhausen starb am 30. November 1806 in Darmstadt nach mehreren Blutstürzen, zehn Tage vor der Geburt seiner jüngsten Tochter Henriette Ernestina Adelheid (* 1806; † 1889).
Seine Witwe heiratete drei Jahre nach seinem Tod den Bibliothekar und Botaniker Johannes Hess (* 1786; † 1837). Dieser wurde durch Borkhausens umfangreiches Herbarium zu botanischen Studien inspiriert. Da er in Darmstadt wenig Gelegenheit dazu fand, regte er 1814 an, auf der Fläche des trockengelegten Darmstädter Schlossgrabens einen Botanischen Garten anzulegen.
Borkhausens Herbarium ist seit den Bombenangriffen auf Darmstadt im Jahr 1944 verschollen.

## Ehrungen
In Anerkennung seiner Leistungen im Bereich der Botanik wurde Moritz Balthasar Borkhausen zum Ehrenmitglied mehrerer wissenschaftlicher Gesellschaften ernannt, darunter:
- physikalische Societät zu Jena
- physikalische Societät  zu Göttingen
- Regensburger botanische Gesellschaft
- gothaische Societät für Forst- und Jagdkunde

### Dedikationsnamen
Nach Moritz Balthasar Borkhausen wurden folgende Pflanzen benannt:
- Borckhausenia cava (L.) G.Gärtn.,[4] Synonym für den Hohlen Lerchensporn (Corydalis cava)
- Kopsia borkhausenii Caruel 1884
- Orobanche borkhausenii Andrz. ex Besser 1832
- Rosa borckhausenii Steud. 1821
- Rosa borkhausenii Tratt. 1823

Auch die zur Familie der Faulholzmotten (Oecophoridae) gehörende Mottengattung Borkausenia wurde zu Ehren von Moritz Balthasar Borkhausen benannt.

## Werke
Das aus 22 Heften bestehende Werk Teutsche Ornithologie oder Naturgeschichte aller Vögel Teutschlands: in naturgetreuen Abbildungen und Beschreibungen, welches zwischen 1800 und 1817 in Darmstadt gedruckt wurde, nennt Borkhausen als Erstautor, obwohl die meisten Hefte erst nach Borkhausen Tod erschienen. Als weitere Herausgeber sind Johann Conrad Susemihl, Johann Theodor Susemihl und Eduard Susemihl aufgeführt. 
- Naturgeschichte der europäischen Schmetterlinge nach systematischer Ordnung. Frankfurt 1788–1794, 5 Bände.
- Versuch einer Erklärung der zoologischen Terminologie. Frankfurt 1790.
- Versuch einer forstbotanischen Beschreibung der in den Hessen-Darmstädtischen Landen, bes. in der Obergrafschaft Catzenellenbogen im Freien wachsenden Holzarten: für Forstbediente zur Selbstbelehrung. Varrentrapp & Wenner, Frankfurt 1790.
- Tentamen dispositionis plantarum Germaniae seminiferarum secundum novum methodum a staminum situ et proportione. 1792.
- Botanisches Wörterbuch oder Versuch einer Erklärung der vornehmsten Begriffe und Kunstwörter in der Botanik. Gießen 1797, 2 Bände.
- Theoretisch-praktisches Handbuch der Forstbotanik und Forsttechnologie. Gießen 1800–1803, 2 Bände.
- Die Pflaumen nach der Natur abgebildet und botanisch pomologisch beschrieben (zusammen mit Friedrich Justinian von Günderrode herausgegeben). 1804–1808, 6 Hefte im Oktavformat.[2]
- Deutsche Ornithologie oder Naturgeschichte aller Vögel Deutschlands. Frankfurt 1810.